# Coscinia caligans
Coscinia caligans là một loài bướm đêm thuộc phân họ Arctiinae, họ Erebidae.